# Борсдорф, Фридрих Адольф
Фридрих Адольф Борсдорф (нем. Friedrich Adolf Borsdorf; 23 декабря 1854, Дитмансдорф, Саксония — 15 апреля 1923, Лондон) — британский валторнист немецкого происхождения.
Окончил Дрезденскую консерваторию, ученик Оскара Франца. Играл в Германии в военных оркестрах.
В 1879 г., когда немецкий дирижёр Ханс Рихтер начал проводить в Лондоне музыкальные фестивали, Борсдорф был приглашён им в собранный для этого оркестр — и до конца жизни работал в Великобритании, выступая в составе различных музыкальных коллективов, но прежде всего играя под руководством Генри Вуда — в частности, 10 августа 1895 года Борсдорф участвовал в самом первом из Променадных концертов. В 1904 году, однако, Борсдорф вошёл в состав группы музыкантов, недовольных политикой Вуда и основавших альтернативный Лондонский симфонический оркестр. Секция валторн в этом оркестре, возглавляемая Борсдорфом, пользовалась настолько непререкаемым авторитетом, что получила название «квартет Господа Бога» (англ. God’s Own Quartet).
В 1882 г. при основании Королевского колледжа музыки Борсдорф возглавил в нём класс валторны и руководил им до конца жизни, а с 1897 г. вёл класс валторны и в Королевской академии музыки. Среди его учеников был, в частности, Обри Брейн. Валторнистами стали и три сына Борсдорфа — Эмиль Борсдорф, Оскар Борсдорф и Фрэнсис Брэдли (последний изменил фамилию, чтобы не находиться в тени отца).